# チキン弁当

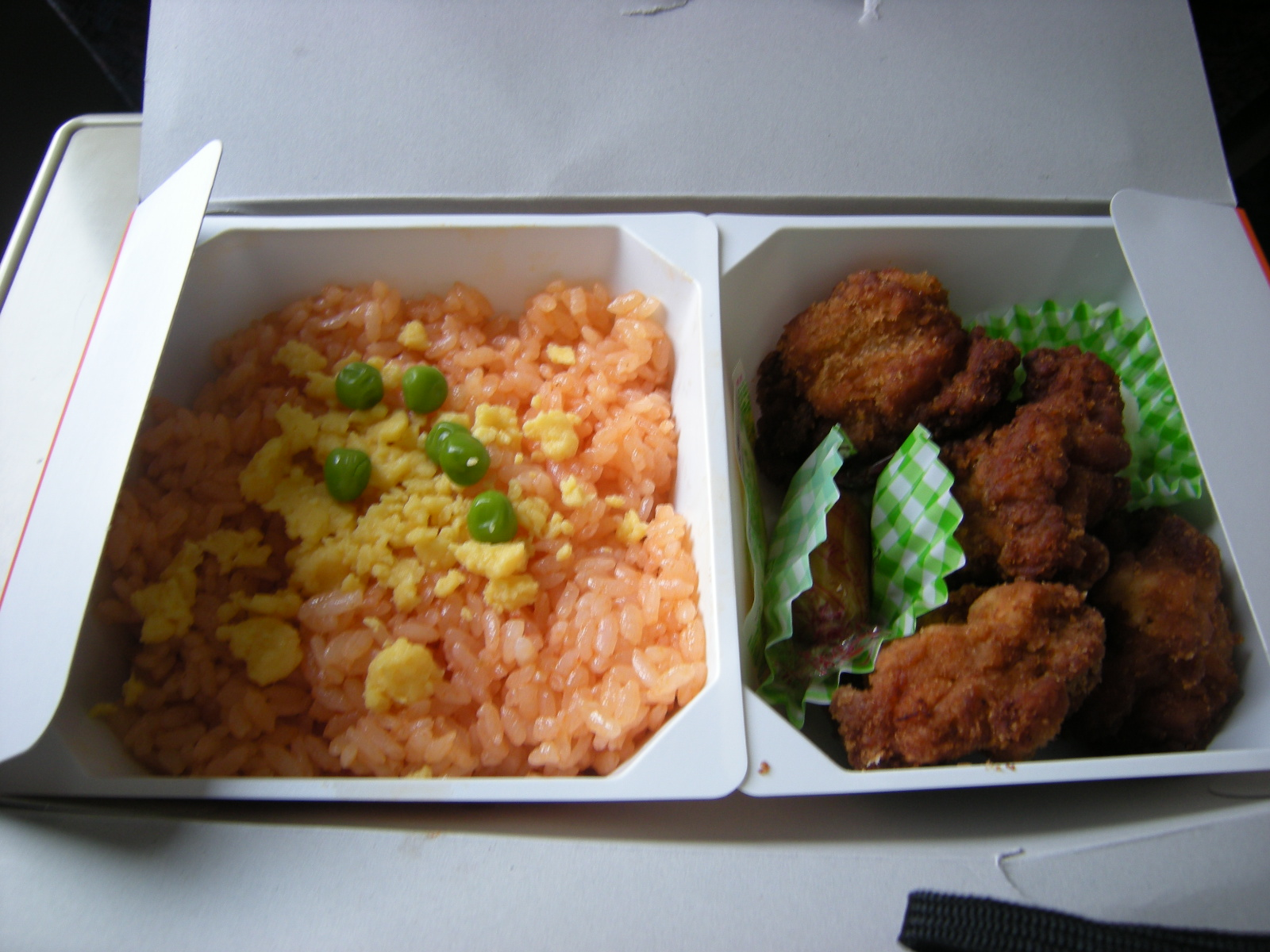
チキン弁当
（NRE大増製造・関東版）

チキン弁当（チキンべんとう）は、1964年10月に日本食堂（現：JR東日本クロスステーション・フーズカンパニー）が発売開始した駅弁である。始まりは、開業したばかりの東海道新幹線の車内販売であるとされる。
献立の内容は何度か変更されているが、中心は「チキンライス（ケチャップライス）に唐揚げ」であることに変化はない。2009年3月からはジェイアール東海パッセンジャーズ（現：JR東海リテイリング・プラス）からも同名の駅弁の発売が開始された。

## 献立

### JR東日本クロスステーション・フーズカンパニー（旧JR東日本フーズ）
現在、関東地方版があり、関東地方版は羽田空港（空弁）、鉄道博物館でも販売されている。また、仙台地区版が一時存在していた（販売休止中）。
関東地方版（日本ばし大増（旧NRE大増）製）
卵そぼろとグリンピースの乗ったチキンライス、鶏唐揚げ、付け合わせ（ポテトサラダ、スモークチーズなど）
羽田空港、鉄道博物館でも販売
2019年10月のリニューアル版
スクランブルエッグとドライトマトが乗ったチキンライス、鶏唐揚げ、野菜のピクルス、スモークチーズ
仙台地区版（旧NRE仙台調理センター製）
卵そぼろとグリンピースの乗ったチキンライス、鶏唐揚げ、オニオンリングフライ、ポテトフライ、サンチェ

### 復刻チキン弁当
イベント等で売られる復刻版の献立は以下の通りである。価格は通常版と同一。
マッシュルームとグリンピースの乗ったチキンライス、鶏唐揚げ、ポテトチップ、生姜甘酢漬け

### ジェイアール東海パッセンジャーズ
2009年3月1日から東京駅、品川駅、新横浜駅、名古屋駅、京都駅、新大阪駅の売店及び一部の東海道新幹線車内で、同名の駅弁の販売を開始した。国産鶏を使用した唐揚げはカレー味と生姜味の2種類があった。2024年3月現在、販売されていない。

## 歴史
- 1964年10月 - 発売開始[4]。ごはんとおかずの二段重ねのパッケージ[4]。販売価格(200円)は当時の幕の内弁当の価格(150円)よりも高価であった[4]。
  - 復刻版に同梱のしおりによれば、新幹線食堂車の洋食コックが新幹線乗務前に日本食堂品川営業所にて調製していた[4]のがはじまりという。
- 1974年 - 東京駅で販売される商品のパッケージを現在の一段タイプに変更[4]。
- 1988年 - 日本食堂がJR旅客6社のグループ企業に分社され、JR東海管内の事業がJダイナー東海（後にジェイアール東海パッセンジャーズを経て現在のJR東海リテイリング・プラス）に移行、同社調製分はチキン弁当と同様の内容ながら商品名が「チキンバスケット」に変更された。
  - 「チキンバスケット」はその後姿を消すが、2009年に「チキン弁当」として再登場する。
- 2004年2月 - 鳥インフルエンザの影響により鶏肉の入手が難しくなったため販売を中止[4]。
- 2004年7月 - 客からの要望により販売再開[4]。
- 2006年4月 - 登場当初のパッケージと内容を再現した復刻版「チキン弁当」を二日間限定で販売（なお、復刻版はその後も何度か販売している）。
- 2009年3月 - ジェイアール東海パッセンジャーズからも「チキン弁当」が発売。
- 2018年3月 - テレビアニメ『新幹線変形ロボ シンカリオン』の中で、主人公、速杉ハヤトの好物の駅弁として作中に登場。同年7月にはシンカリオン3体（E5・E6・E7）が描かれたパッケージのチキン弁当が販売された。[5]

## 著名人
- 「上皇明仁の好物である」という、皇室担当記者による記事がある[6]。